# Kolsk
Kolsk [kɔpronunciación en polaco: /Kolsk/lsk] (en alemán: Kölzig) es un pueblo ubicado en el distrito administrativo de Gmina Bierzwnik, dentro del Condado de Choszczno, Voivodato de Pomerania Occidental, en el norte de Polonia occidental. Se encuentra aproximadamente a 6 kilómetros al suroeste de Bierzwnik, a 25 kilómetros al sureste de Choszczno, y a 85 kilómetros al sureste de la capital regional Szczecin.